# Ladislav Ehrlich
Ladislav Ehrlich, křtěný Ladislav Pavel (26. června 1886 Dobrovice – 13. září 1965 Praha), byl český malíř a grafik.

## Život
Narodil se v Dobrovici v rodině hodináře Emanuela Ehrlicha. Vystudoval architekturu v Praze na České technice u prof. A. Čenského a Cechnera a malířství v soukromé škole Ferdinanda Engelmülera. Následně absolvoval ještě studium v Dubrovníku u prof. Alexie Hansena. V roce 1910 se oženil s Karolínou Pézlovou. Od konce 20. let samostatně vystavoval na členských výstavách Sdružení výtvarných umělců Myslbek a podnikal řadu studijních cest, včetně těch zahraničních. Povoláním byl úředník ministerstva železnic, kde zastával pozici vedoucího propagandy cizineckého ruchu. Po druhé světové válce několik let spolupracoval s karlovarskými porcelánkami, jako umělecký poradce a navrhoval především s motivy květin, motýlů a hmyzu. V roce 1954 vystavoval s Klubem výtvarných umělců Aleš. Zemřel v Praze v roce 1965.
Ladislav Ehrlich se převážně věnoval malbě krajin a zátiší, zaměřoval se mimo jiné na motivy z jižních Čech.

## Výstavy (výběr)

### Autorské
- 1919 – Láďa Ehrlich: Portrét presidenta Masaryka, Topičův salon (1918-1936), Praha
- 1924 – Láďa Ehrlich: Javorina, Topičův salon (1918-1936), Praha
- 1930 – Láďa Ehrlich: Výstava obrazů z Jadranu a domova, Topičův salon (1918-1936), Praha

### Společné
- 1954 – Členská výstava srpen 1954, Mánes, Praha